# Ардеш (река)
Ардеш (фр. Ardèche) је река у Француској. Дуга је 120 km. Улива се у Rhone. 